# De aardappeloogst
De aardappeloogst (Engels: The Potato Harvest) is een schilderij van Jean-François Millet.  Sinds 1931 maakt het deel uit van de collectie van het Walters Art Museum in Baltimore.

## Voorstelling
Millet groeide op in de kleine boerengemeenschap Gruchy, in de gemeente Gréville in Normandië. In zijn jeugd werkte hij als herder en landarbeider en kende zodoende het harde leven op het platteland uit eerste hand. In 1833 kreeg hij de gelegenheid om in Cherbourg een opleiding tot schilder te volgen. Het boerenleven bleef echter zijn hele leven de belangrijkste bron van inspiratie. Na zijn verhuizing naar Barbizon in 1849 legde hij zich volledig toe op deze thematiek. In eerste instantie waren de schilderijen nog met name symbolisch, zoals De zaaier, later werden ze steeds realistischer. De aardappeloogst is hiervan een voorbeeld evenals Arenleessters, zijn bekendste werk.
Op De aardappeloogst rooien zes boeren aardappels op de vlakte tussen Barbizon en Chailly-en-Bière. Op de achtergrond worden de aardappels uit de grond gehaald, terwijl een man op de voorgrond zijn volle mand leegt in een zak die een vrouw vasthoudt. De gezichten zijn nauwelijks te onderscheiden, een typisch kenmerk voor de werken van Millet uit deze periode, die zo het individuele overstijgen.
Op de wereldtentoonstelling van 1867 in Parijs oogstte Millet succes en een medaille met negen van zijn beste werken waaronder De aardappeloogst. Enkele jaren later zouden ook Pissarro en Van Gogh dit onderwerp op het doek vastleggen.

## Herkomst
- voor 1863: het schilderij komt in bezit van Papeleu.
- voor 1867: in bezit gekomen van Baron Goethals.
- voor 1868: in bezit gekomen van William T. Walters, Baltimore.
- 1917: geërfd door Henry Walters, Baltimore.
- 1931: nagelaten aan het Walters Art Museum.

## Afbeeldingen

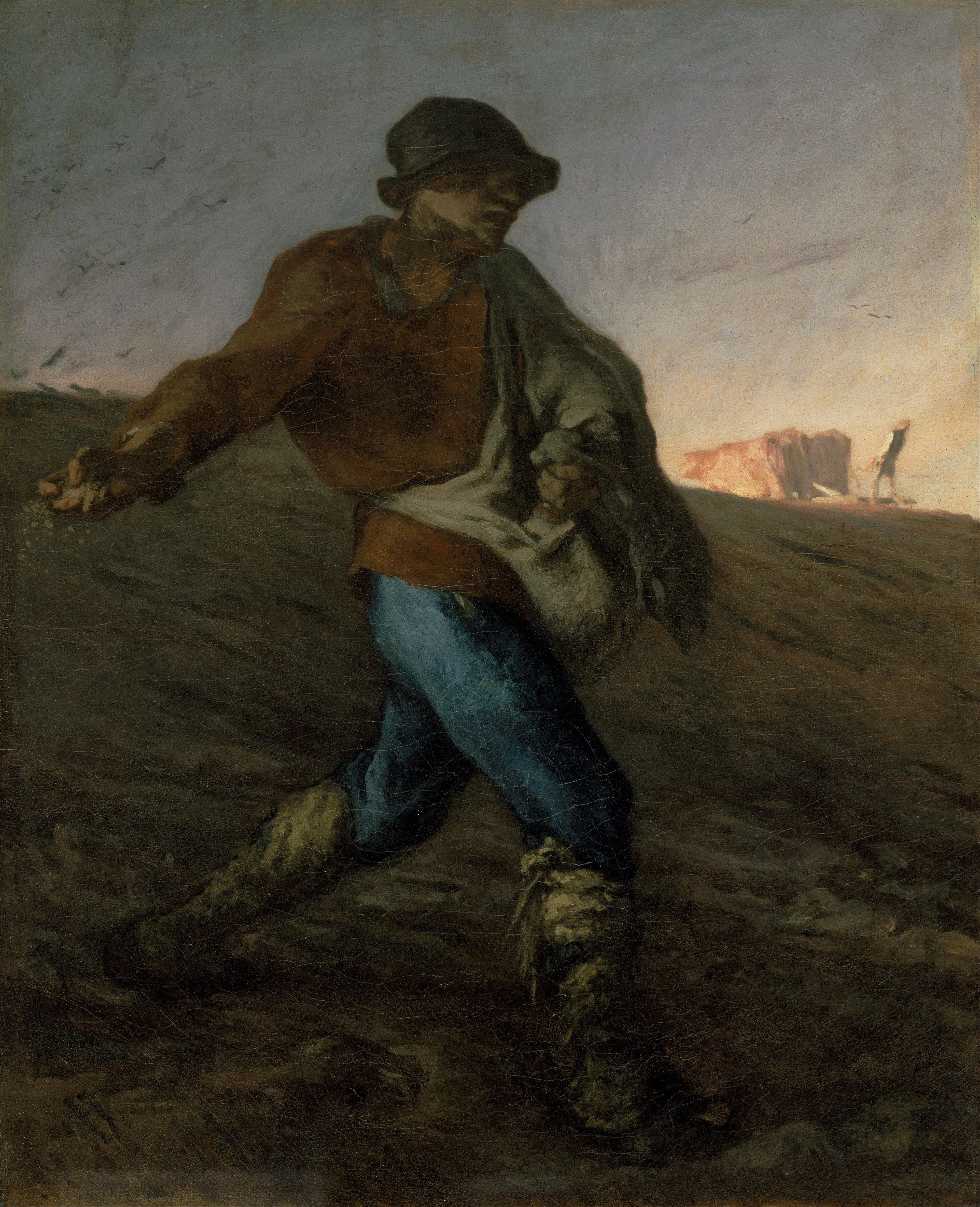
De zaaier (1850)
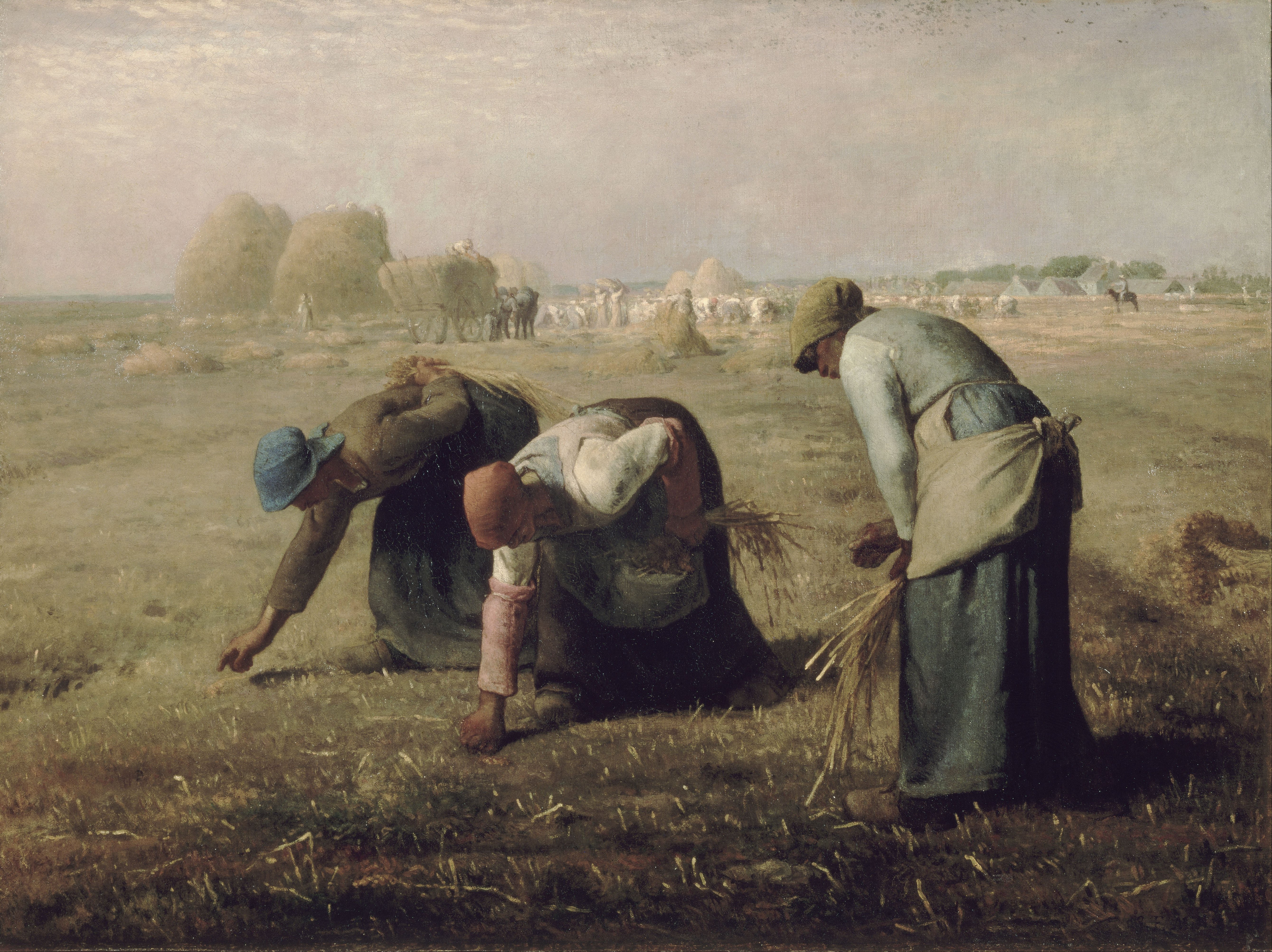
Arenleessters (1857)